# Samuel Maskiewicz
Samuel Maskiewicz herbu Odrowąż (ur. ok. 1580, zm. po 1632) – podwojewodzi nowogródzki, pisarz grodzki nowogródzki w 1632 roku, poborca ziemi nowogródzkiej w 1625 roku, polski pamiętnikarz i husarz, przypuszczalnie ojciec Bogusława Kazimierza Maskiewicza.
Urodził się w szlacheckiej rodzinie wyznania ewangelicko-reformowanego (kalwińskiej), jako daleki krewny Wołłowiczów.
Od 1601 roku służył w wojsku, odbył kampanię inflancką jako husarz. W czasie rokoszu Zebrzydowskiego walczył w bitwie pod Guzowem w 1607 roku po stronie Zygmunta III Wazy. Pod dowództwem hetmana Stanisława Żółkiewskiego w 1608 roku wziął udział w wyprawie moskiewskiej. Był pod Smoleńskiem, po bitwie pod Kłuszynem w 1610 roku został porucznikiem, do wiosny 1612 roku przebywał w oblężonej Moskwie do wiosny 1612 roku. Wrócił do kraju i został w 1613 pułkownikiem. Był deputatem od wojska na sejm.
Prawdopodobnie w latach 1625–1631 napisał Diariusz, przedstawiający wydarzenia z lat 1594–1621, m.in. dymitriady i wojnę polsko-turecką 1620-1621 z bitwą pod Cecorą. Oprócz wydarzeń wojennych i politycznych Maskiewicz zawarł też w Diariuszu porównanie kultury polskiej i rosyjskiej. Sposób opowiadania, zastosowany w dziele, jest charakterystyczny dla formującej się poetyki gawędy szlacheckiej. 
Jego żoną była nieznana z imienia Piasecka z którą miał syna i córkę Teresę. 